# Conclusion of an Age
| Recensione       | Giudizio |
| ---------------- | -------- |
| AllMusic         |          |
| Blabbermouth.net |          |

Conclusion of an Age è il primo album in studio dei Sylosis, pubblicato il 24 ottobre 2008.
L'album è stato ripubblicato in formato vinile nel 2021 con la traccia bonus Plight of the Soul, registrata per il disco ma fino ad allora mai pubblicata.

## Tracce
Testi di Jamie Graham, eccetto dove indicato, musiche di Josh Middleton, eccetto dove indicato.
1. Desolate Seas – 1:06
2. After Lifeless Years – 4:57 (testo: Graham, Middleton)
3. The Blackest Skyline – 4:56
4. Transcendence – 4:28
5. Reflections Through Fire – 4:30 (musica: Gurneet Ahluwalia, Middleton)
6. Conclusion of an Age – 5:40
7. Swallow the World – 5:56 (musica: Ahluwalia, Middleton)
8. Teras – 5:20
9. Withered – 4:39
10. Last Remaining Light – 7:39
11. Stained Humanity – 4:30
12. Oath of Silence – 5:30 (testo: Ben Hollyer, Middleton – musica: Ahluwalia, Middleton)

Traccia bonus nell'edizione iTunes
1. The Fate of Vultures – 5:12 (testo: Hollyer, Middleton – musica: Ahluwalia, Middleton)

Tracce bonus nella riedizione del 2021
1. The Fate of Vultures – 5:12 (testo: Hollyer, Middleton – musica: Ahluwalia, Middleton)
2. Plight of the Soul – 3:41

## Formazione
Gruppo
- Jamie Graham – voce
- Josh Middleton – chitarra elettrica e acustica, pianoforte, sintetizzatore
- Carl Parnell – basso
- Rob Callard – batteria

Altri musicisti
- Adam Frakes-Sime – cori (traccia 5)
- Chris O'Toole – assolo di chitarra (traccia 10)